# Broad Exchange Building
El Broad Exchange Building es un edificio histórico ubicado en Nueva York, Nueva York que se encuentra inscrito  en el Registro Nacional de Lugares Históricos desde el 13 de abril de 1998.  

## Ubicación
El Broad Exchange Building se encuentra dentro del condado de Nueva York en las coordenadas 40°42′21″N 74°00′41″O / 40.705833, -74.011389.